# Ikot Ekpene
Ikot Ekpene est une ville de l'État d'Akwa Ibom au Nigeria.

## Personnalités liées à la ville
- Mfon Essien, photographe, y est née en 1967.